# Cantharellus subdenticulatus
Cantharellus subdenticulatus är en svampart som beskrevs av Mont. 1860. Cantharellus subdenticulatus ingår i släktet Cantharellus och familjen kantareller.   Inga underarter finns listade i Catalogue of Life.